# Vic Eastwood
Vic Eastwood   (Lancashire, 26 de novembre de 1941 - 1 de desembre de 2019) fou un pilot de motocròs anglès que va assolir una gran popularitat durant la dècada del 1960, quan era considerat un dels millors del món. Entre altres èxits destacats, formà part de l'equip britànic guanyador del Motocròs de les Nacions quatre anys seguits (de 1964 a 1967) i fou vuit vegades subcampió britànic (sovint, per molt pocs punts de diferència amb el campió). Els seus fills, Mark i Scott Eastwood, continuaren anys més tard la tradició familiar tot esdevenint reconeguts pilots d'aquest esport.
A banda dels seus èxits esportius, Eastwood és recordat per les innovacions tecnològiques que introduïa a les motocicletes, fruit dels seus coneixements d'enginyeria, i la seva habilitat per a descobrir futurs campions. Des del seu establiment comercial de Swanley (Kent), Vic Eastwood Motorcycles, patrocinà i ajudà nombrosos pilots de motocròs.

## Resum biogràfic
Nascut a Lancashire, Vic Eastwood visqué quasi tota la seva vida a Kent, on es va traslladar amb la seva família quan tenia 3 o 4 anys. El seu pare era un gran afeccionat al motociclisme que durant la dècada del 1950 competia en tota mena de modalitats, ja fos trial, motocròs o el TT de l'illa de Man. Vic va demostrar aviat un gran interès per aquest esport i ja de ben jove practicava per fora d'asfalt amb una Francis-Barnett rudimentària que li havia comprat son pare. El 1956, tot i no tenir encara els 16 anys reglamentaris, va aconseguir una llicència i es va apuntar al seu primer motocròs amb una Greeves que també li havia comprat el seu pare, però diversos problemes tècnics van fer que descartés aquesta moto en favor de la BSA Gold Star 500 paterna. En un circuit molt enfangat, va guanyar la cursa i gràcies a aquesta victòria fou ascendit de cop a la categoria Experts. Aquest èxit el va convèncer d'abandonar el rugbi, esport que practicava de feia temps, i després de vendre's la Greeves es va comprar una Gold Star.

### L'etapa a AMC

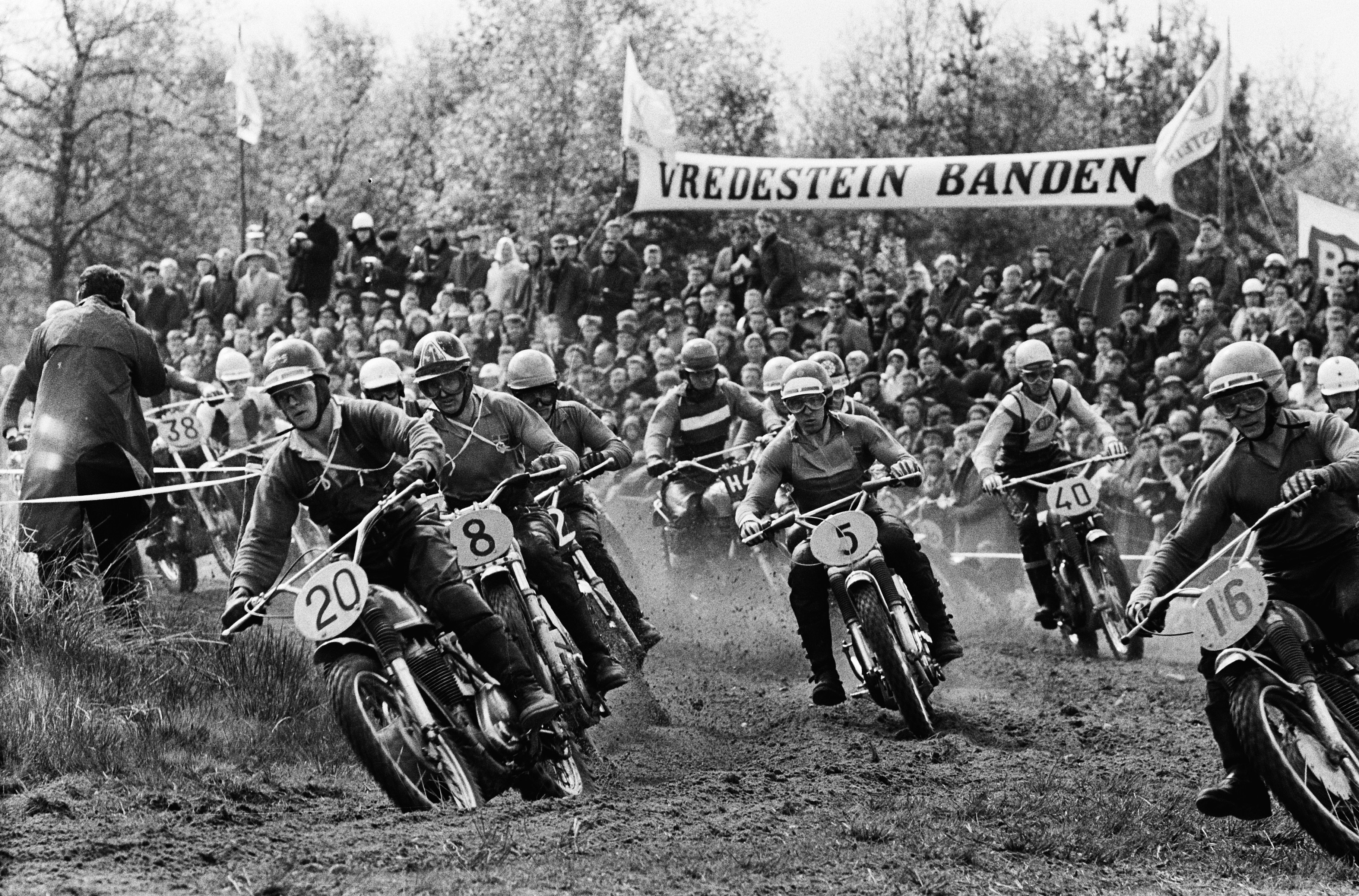
Eastwood amb la Matchless núm. 20 encapçalant la sortida al GP dels Països Baixos de 1963, a Markelo

En deixar l'escola s'apuntà a un institut politècnic, on n'aprengué molt sobre motors. A finals de la dècada de 1950, Eastwood ja era un dels habituals vencedors a les proves de motocròs de Kent amb la seva BSA. Després d'una impressionant actuació en una cursa del campionat britànic a Hawkstone Park, on fou quart, el director esportiu d'AMC (fabricant entre d'altres de les Matchless i AJS) Hugh Viney el fitxà com a pilot oficial. Eastwood deixà en segon terme els estudis d'enginyeria i començà una carrera esportiva que duraria 20 anys.
Un cop a AMC, Eastwood es passava el temps a la fàbrica, amb seu a Woolwich, treballant en les seves motocicletes. La Matchless 500cc era ràpida però poc manejable, per la qual cosa en va dissenyar un nou xassís "Duplex" (de doble bressol), tan encertat que el seu company d'equip, Dave Nicoll, en va voler un altre. Aquell xassís fou el precursor d'una nova generació de motos de motocròs AMC altament competitives.
En aquella època, el motocròs gaudia d'una gran audiència televisiva al Regne Unit i durant l'hivern, la BBC en retransmetia una prova cada dissabte a la tarda: eren els anomenats "TV Scrambles". Eastwood hi participava assíduament amb la Matchless i era sempre un dels capdavanters, cosa que li donà una gran popularitat al país. Esperonat per les seves victòries, va provar sort al mundial i s'apuntà al Gran Premi d'Itàlia, on tot i acabar quart a la sessió qualificatòria, hagué d'abandonar la cursa quan se li trencà la cadena. Eastwood va competir dos anys seguits als ISDT amb una AJS 497cc. El 1962, a Garmisch-Partenkirchen (RFA), formà part de l'equip britànic per al Vas de Plata al costat d'Arthur Lampkin i Triss i Bryan Sharp. Tots quatre obtingueren la medalla d'or i, a més, l'equip va acabar la prova en segon lloc final, només superat pels amfitrions, els alemanys occidentals. L'any següent, però, a Txecoslovàquia va ser desqualificat en rebre ajuda mecànica de forma antireglamentària després d'una avaria.

### Oficial de BSA (1965-1967)
A mitjan dècada del 1960, AMC entrà en fase de crisi financera i Eastwood hagué de cercar una alternativa per a la temporada de 1965. Després de dubtar entre els equips oficials de ČZ i BSA, optà per aquesta darrera marca. Aquell primer any amb la BSA, Eastwood va liderar breument la classificació del mundial després del cinquè Gran Premi, però una avaria al següent el va fer retrocedir finalment a la tercera posició final del campionat, empatat a punts amb Rolf Tibblin (CZ).

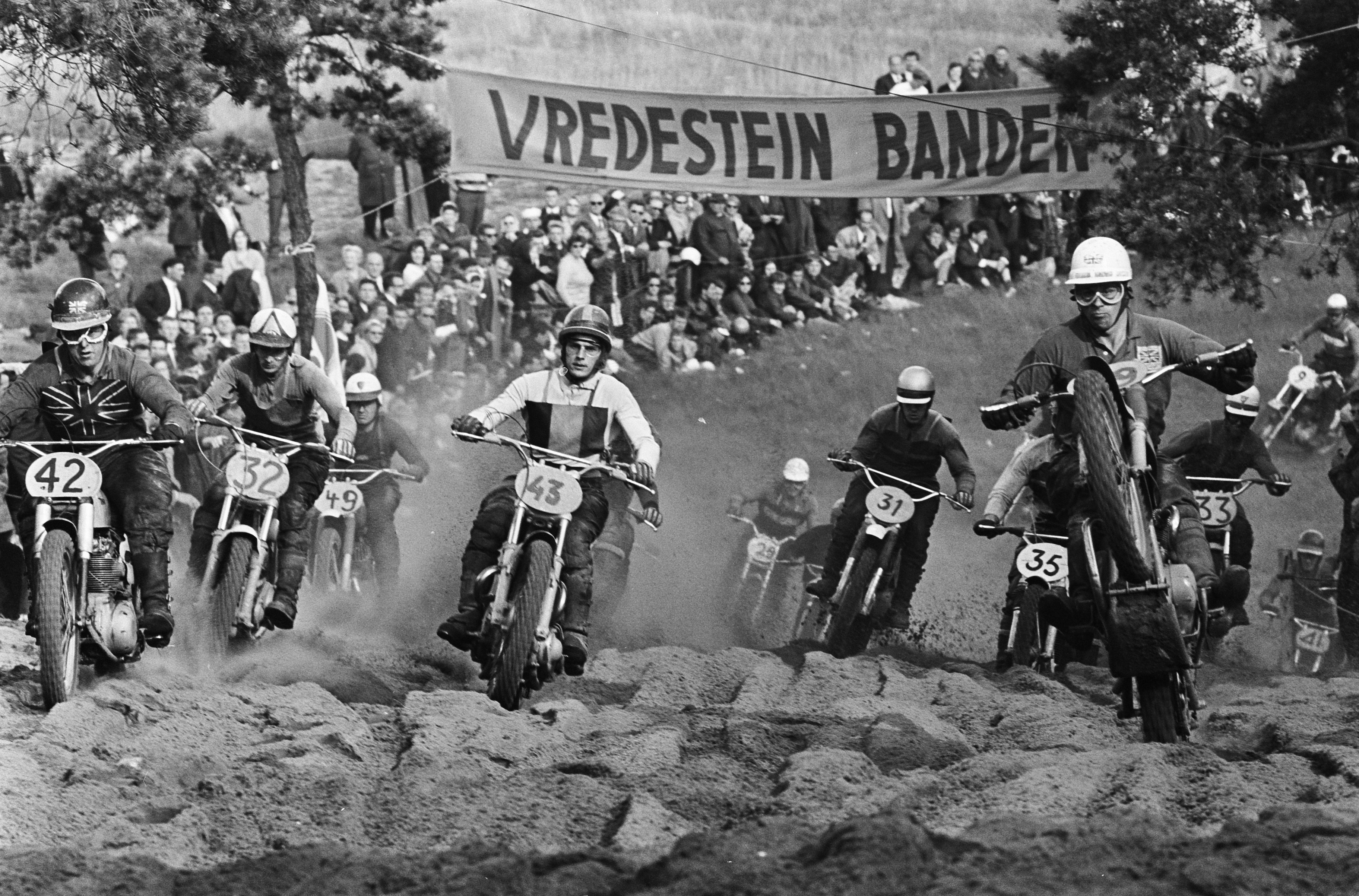
Vic Eastwood amb la BSA núm. 41 al GP dels Països Baixos de 1965

Durant les dues temporades següents, Eastwood aconseguí diverses victòries i podis amb la BSA, entre ells un sonat triomf individual al Motocròs de les Nacions de 1967 (la seva tercera victòria consecutiva com a membre de l'equip britànic) a Markelo (Països Baixos), on va vèncer els holandesos i belgues a casa seva, just al seu terreny preferit, en un circuit amb profunds sorrals. Malauradament, però, avaries freqüents l'acabaven apartant de la lluita pel títol mundial. Decebut amb el rendiment de la moto, en acabar el contracte amb BSA va deixar l'equip i va fitxar per l'importador de Husqvarna al Regne Unit, Brian Leask.

### El canvi a Husqvarna (1968)
Amb la Husqvarna, un cop adaptat al seu motor de dos temps (fins aleshores havia pilotat quasi sempre motos de quatre temps), Vic Eastwood va esdevenir un dels principals rivals a batre al mundial de 500cc de 1968. Després del Gran Premi de Bèlgica, a Namur, Brian Leask se n'anà a Suècia, a petició d'Eastwood, per tal de demanar a la fàbrica que li milloressin el xassís amb alguns suggeriments seus. El resultat va fer la moto molt més manejable. També va aconseguir un cilindre especial de 440cc, el qual millorava encara més el rendiment de la moto (fins aleshores de 420cc). Gràcies a aquestes modificacions, Vic Eastwood va guanyar aquella temporada el Gran Premi de Gran Bretanya (en un enfangat Farleigh Castle) i el de Luxemburg a Ettelbruck.
Vic Eastwood era un dels favorits de cara al campionat del món de 1969. Malauradament, en una cursa televisada del BBC Grandstand Trophy durant la pretemporada, a Hawkstone Park, va caure i va patir una greu fractura de genoll, cosa que el va deixar sense cap possibilitat per al títol. Li costà dues temporades refer-se'n, però tot i tornar a competir uns anys més tard, ja no va recuperar mai més el seu rendiment anterior.

### Darrers temps
Després de l'etapa amb Husqvarna, ja recuperat de la greu lesió, Eastwood va tornar a córrer amb motos britàniques de quatre temps, començant per AJS. El primer que va demanar a aquest fabricant fou que l'hi apugessin el motor de cilindrada, passant dels 410 cc inicials a gairebé 500, cosa que feu la moto més competitiva. Després de participar-hi en algunes curses del campionat britànic i del mundial, l'empresa es retirà de les competicions i Eastwood fitxà per l'importador de Maico al Regne Unit, Bryan "Badger" Goss. Amb les motos alemanyes de dos temps, l'anglès va seguir actiu al campionat mundial i britànic durant un parell de temporades. El 1975 va tornar a canviar i va passar a CCM, empresa fundada per Alan Clews que fabricava motocicletes amb motors BSA molt millorats. El 1976 s'afegí a l'equip l'antic pilot de Bultaco Vic Allan.
Amb els anys, però, la importància que havia anat prenent el seu establiment comercial feia que es pogués dedicar cop menys a les curses, fins que, a finals de la dècada de 1970, es va retirar definitivament de la competició.

## Enginyer i comerciant
A banda d'un expert motociclista, Vic Eastwood fou també un reputat enginyer i pilot provador. A més, des de la seva botiga de Swanley, Eastwood Motorcycles, situada a tocar del cèlebre circuit de motocròs Canada Heights, exercí de dinamitzador esportiu i promotor del motocròs a tota la zona del sud-est d'Anglaterra. El seu establiment funcionava també com a escuderia de competició, amb el nom de Eastwood Racing.
Eastwood va inaugurar el seu establiment el 1974, mentre encara competia regularment. Va començar venent-hi principalment motos Husqvarna i Maico. El 1980, ja retirat de les curses, esdevingué el principal concessionari Honda al Regne Unit. Actualment, gestionat pel seu fill Mark, el taller d'Eastwood s'encarrega entre altres coses de mantenir les suspensions de l'equip oficial de motocròs d'Honda al Regne Unit.
A banda de la seva activitat comercial, Eastwood estigué sempre involucrat en el camp del desenvolupament i disseny de motocicletes i components. Va crear, per exemple, un sistema d'escapament més potent i silenciós en col·laboració amb Derek Elwell. També va tenir un gran protagonisme en el desenvolupament de les primeres motocicletes amb xassís d'alumini, les VE Hagon Suzuki i Yamaha, i va millorar molt les CCM quan n'era pilot de fàbrica.

## Palmarès en motocròs

### Palmarès internacional
Font:
| Any  | Motocicleta | C. del món 500cc | MXDN |
| ---- | ----------- | ---------------- | ---- |
| 1963 | Matchless   | -                |      |
| 1964 | Matchless   | 8è               | 1r   |
| 1965 | BSA         | 3r               | 1r   |
| 1966 | BSA         | 12è              | 1r   |
| 1967 | BSA         | 10è              | 1r   |
| 1968 | Husqvarna   | 6è               |      |
|      |             |                  |      |
| 1972 | AJS         | 26è              |      |
| 1973 | AJS/Maico   | 21è              |      |
| 1974 | Maico       | 28è              |      |
| 1975 | CCM         | 35è              |      |
| 1976 | CCM         | 16è              |      |
| 1977 | CCM         | 36è              |      |

1. ↑  La classificació consignada a MXDN fa referència a la posició final obtinguda per l'equip estatal

### Palmarès al Campionat britànic

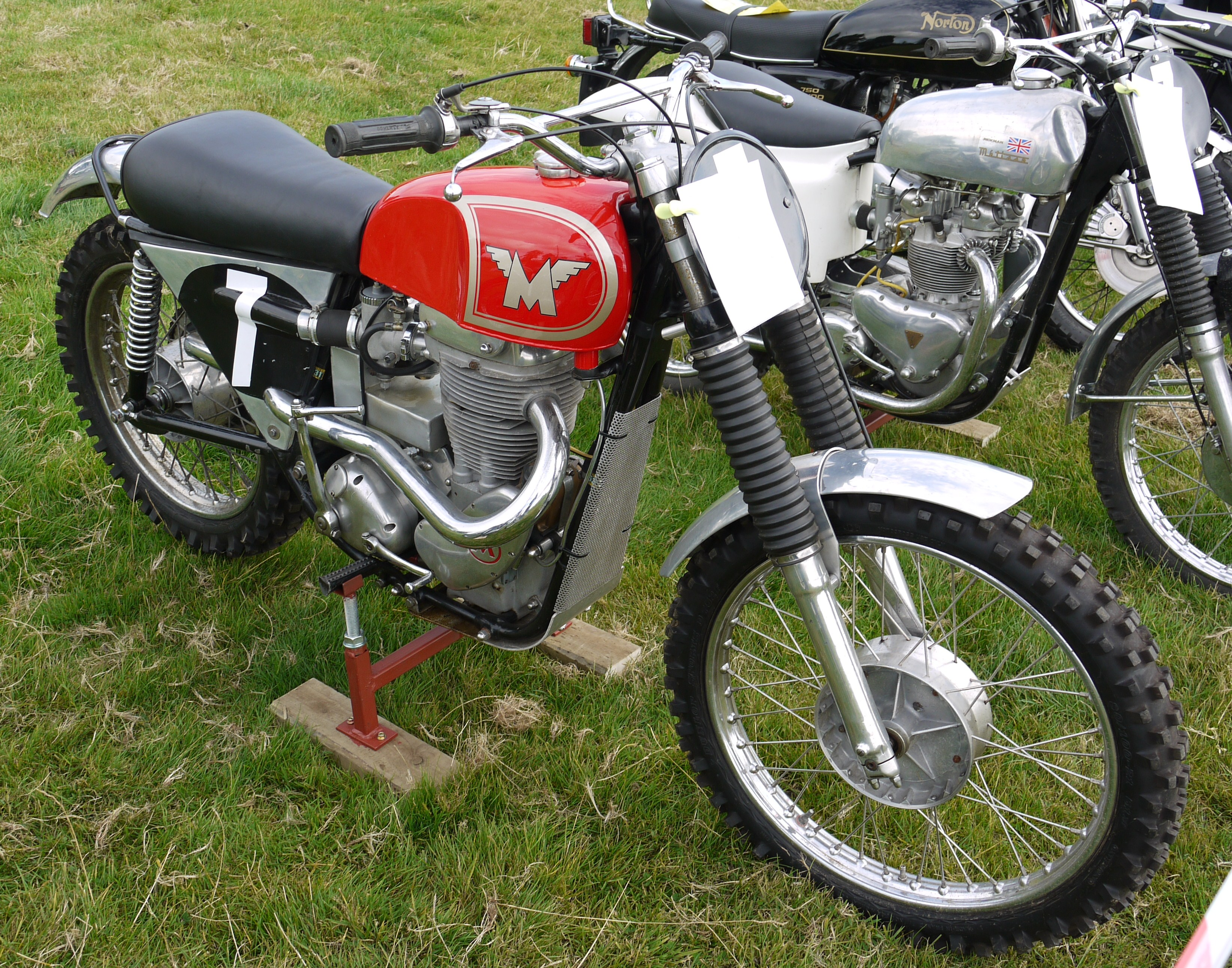
Una Matchless de motocròs de començaments dels 60

Font:
| Any  | Motocicleta | 500cc |
| ---- | ----------- | ----- |
| 1960 | BSA         | 10è   |
| 1961 | Matchless   | 7è    |
| 1962 | Matchless   | 6è    |
| 1963 | Matchless   | 2n    |
| 1964 | Matchless   | 2n    |
| 1965 | BSA         | 2n    |
| 1966 | BSA         | 2n    |
| 1967 | BSA         | 3r    |
| 1968 | Husqvarna   | 2n    |
| 1969 | Husqvarna   | -     |
| 1970 | Husqvarna   | 9è    |
| 1971 | AJS         | 6è    |
| 1972 | AJS         | 5è    |
| 1973 | Maico       | 3r    |
| 1974 | Maico       | 2n    |
| 1975 | CCM         | 2n    |
| 1976 | CCM         | 5è    |